# Raúl Rivero
Raúl Rivero Castañeda là  thi sĩ, nhà báo và nhà bất đồng chính kiến người Cuba.

## Tiểu sử
Ông sinh năm 1945 ở Morón, Camagüey, miền trung Cuba. Ông học ngành báo chí ở Đại học La Habana. Năm 1967, ông đoạt "Giải David" cho thi phẩm "Papel de hombre" (Vai trò đàn ông) và năm 1969, ông đoạt "Giải Julián del Casal" cho tập thơ "Poesía sobre la tierra" (Thơ trên trái đất). Cả hai giải trên đều của "Unión Nacional de Escritores y Artistas de Cuba" (Liên đoàn Nhà văn và Nghệ sĩ quốc gia Cuba), một tổ chức chính thức phụ trách văn hóa ở Cuba. 
Thời trai trẻ, ông là người nhiệt thành ủng hộ Fidel Castro và cuộc Cách mạng Cuba. Ông thuộc thế hệ thứ nhất các nhà báo tốt nghiệp sau chiến thắng của Cách mạng. Từ năm 1973 tới 1976 ông là thông tín viên trưởng của báo chí chính thức của Cuba tại Moskva. Ông cũng là chủ tịch của "Liên đoàn Nhà văn và Nghệ sĩ quốc gia" thân chế độ, và sau đó ông nổi tiếng là "thi sĩ của Cách mạng", cùng với các nhân vật văn hóa chủ yếu của nước cộng sản Cuba.
Năm 1989, ông rời khỏi "Liên đoàn Nhà văn và Nghệ sĩ quốc gia " và ngày 2 tháng 6 năm 1991, ông ký tên vào cái gọi là "thư của  10 nhà trí thức", một kiến nghị yêu cầu thả các tù nhân chính trị và tổ chức các cuộc bầu cử dân chủ. Từ đó, ông  trở thành người bị xã hội Cuba ruồng bỏ. Năm 1995, ông thành lập hãng thông tấn "Cuba Press" và tích cực hoạt động cho tự do báo chí.

## Bị tù
Ông bị bắt trong vụ mùa Xuân đen năm 2003, và bị buộc tội "hành động chống lại nền độc lập của Cuba và mưu toan chia cắt sự thống nhất lãnh thổ Cuba", cũng như có các bài viết "chống chính phủ", tổ chức "các cuộc họp lật đổ" tại nhà riêng, và cộng tác với nhà ngoại giao Hoa Kỳ James Cason
.  Rivero bị kết án 20 năm tù.
Trong 11 tháng đầu, ông bị nhốt trong một xà lim nhỏ xíu dành cho một người, không có cửa số và cũng không được tiếp xúc với thế giới bên ngoài. Việc bắt giữ Rivero sau đó được nhà văn kiêm Bộ trưởng văn hóa Abel Prieto bảo vệ với lập luận rằng Rivero "không bị bắt vì quan điểm của mình, nhưng vì nhận tài trợ của Hoa Kỳ để cộng tác với một quốc gia đã bao vây đảo quốc chúng tôi". 
Rivero đã khẳng định - trong các cuộc thẩm vấn tại nhà tù cũng như trước công chúng - rằng tất cả các khoản tiền mà ông nhận là tiền nhuận bút cho các bài viết của mình, được các phương tiện truyền thông xuất bản trả, chứ không phải do các chính phủ hay tổ chức chính trị.
Tháng 11 năm 2004 ông đã được phóng thích do áp lực quốc tế đối với Cuba và sau đó ông được sang Tây Ban Nha định cư.

## Giải thưởng
- 1999 ông được trao Giải Maria Moors Cabot một giải thưởng uy tín của Đại học Columbia cho nghề báo quốc tế.
- 2004 ông đoạt Giải Guillermo Cano cho Tự do Báo chí trên thế giới của UNESCO.

## Tác phẩm
- Papel de hombre (1969), ISBN 08323585X calling template requires template_name parameter
- Punto de partida (1970), ISBN 047868368 calling template requires template_name parameter
- Poesía sobre la tierra (1973), ISBN 109311418 calling template requires template_name parameter
- Corazón que ofrecer
- Cierta poesía
- Poesía pública
- Escribo de memoria
- Firmado en La Habana (Signé à La Havane) Bản dịch tiếng Pháp 1998, ISBN 2-7071-2842-2
- Orden de registro (Mandat de perquisition). Éditions Al Dante (2003)
- Souvenirs. Gallimard (2004)
- La nieve vencida
- Puente de guitarra